# Запуск (альбом)
«Запуск» — дебютный студийный альбом российской метал-группы «8452», который вышел 9 октября 2020 года.

## История
В середине 2019 года двое бывших участников группы «Скипетр», гитарист Виктор Одоевский и барабанщик Дмитрий Порецкий, создали группу «8452». Процесс работы над дебютным альбомом, который получил название «Запуск», длился с июня 2019 по август 2020 года. Единственным приглашённым музыкантом стал гитарист Михаил Светлов из группы «Чёрный Обелиск», записавший соло для песни «Замкнутые круги».
9 октября состоялся релиз альбома на всех крупнейших цифровых площадках.

### Ротация на радио
6 апреля 2021 года песня «Замкнутые круги» прозвучала в эфире радиостанции «Восток России» в программе Максима Малкова «Maxi Rock».
Осенью 2021 года песня «Мимо» попала в ротацию швейцарского радио NRJ Léman.
Также весь альбом ротируется на интернет-радиостанции Zefirot.

## Список композиций
| №  | Название                                 | Текст песни               | Музыка                                | Длительность |
| -- | ---------------------------------------- | ------------------------- | ------------------------------------- | ------------ |
| 1. | «Замкнутые круги» (feat. Михаил Светлов) | В. Одоевский, Д. Порецкий | В. Одоевский, Д. Порецкий, М. Светлов | 3:06         |
| 2. | «Выбор лишь твой»                        | В. Одоевский              | В. Одоевский, Д. Порецкий             | 3:45         |
| 3. | «Танцевать с тобой»                      | В. Одоевский              | В. Одоевский                          | 4:01         |
| 4. | «Рядом нет тебя»                         | В. Одоевский              | В. Одоевский                          | 3:31         |
| 5. | «Взаперти»                               | В. Одоевский              | В. Одоевский                          | 3:46         |
| 6. | «Всё на своих местах»                    | Д. Порецкий, В. Одоевский | В. Одоевский                          | 4:37         |
| 7. | «Мимо»                                   | В. Одоевский              | В. Одоевский                          | 3:09         |
| 8. | «Растворяясь в пустоте»                  | В. Одоевский              | В. Одоевский, Д. Порецкий             | 3:36         |
| 9. | «Будем продолжать»                       | Д. Порецкий, В. Одоевский | Д. Порецкий                           | 3:30         |

## Участники записи
- Виктор Одоевский — вокал, гитара, бас-гитара (1-9)
- Дмитрий Порецкий — ударные (1-9), бэк-вокал (9)
- Михаил Светлов («Чёрный Обелиск») — соло-гитара (1)

## Реакция
Известный музыкальный журналист Всеволод Баронин положительно оценил альбом, отметив что, «8452 идеологически наследует американским группам середины 90-х вроде Live, исполнявших тогда формально пост-гранж для взрослой аудитории, и в результате перешедших в область широко определяемой новой стадионной тяжёлой музыки. Да, формально материал „8452“ — это ню-метал, но именно формально: звук гитар более чем приличен, хотя и находится на полпути между традиционным перегрузом и коммерческим ню-металом — но без слишком низкого строя. Внимательно прослушав „Запуск“, ты понимаешь, что изображение виниловой грампластинки на обложке альбома не случайно: её канавки (то есть grooves) намекают на то, что слушатель сейчас познакомится ни с каким в общем-то не ню-металом, а скорее с грув-роком».
Обозреватель журнала «Rockcor» Анастасия Игнатова также высоко оценила альбом, отметив, что «группу отличает целеустремленность, напористость и актуальные тексты, в которых каждый слушатель сможет найти что-то своё».
Музыкальный критик журнала «InRock» Дмитрий Кошелев оценил альбом в 4 балла из 6.
14 октября 2020 года в эфире YouTube-шоу «Хэнговер Ньюз» ведущий Владимир Лемехов вместе с гостями Александром Павловым (гитарист «Ауткаст», экс-«Amatory»), Леонидом Хацкевичем (вокалист «Fiend») и Машей Сальери (вокалистка «Mosss») в обзоре новых релизов обсудили песню «Замкнутые круги», сравнив исполнение с группами «Five Finger Death Punch» и «Чёрный Обелиск».